# 李英林
李英林（?—?），隋朝熙州（州治晋熙县，今安徽省潜山县）人。
隋文帝开皇二十年（600年）二月，李英林聚众起兵反隋。三月，隋文帝诏令扬州（州治江都县，今江苏省扬州市）总管司马张衡为行军总管，率步骑五万进讨，平息了叛乱。